# Siergiej Prawkin
Siergiej Nikołajewicz Prawkin, ros. Сергей Николаевич Правкин (ur. 20 stycznia 1980 w Daniłowie, w obwodzie jarosławskim, Rosyjska FSRR) – rosyjski piłkarz, grający na pozycji bramkarza.

## Kariera piłkarska

### Kariera klubowa
Wychowanek klubu Czajka Riazań. Pierwszy trener - Jewgienij Biełokopytow. W 1998 rozpoczął karierę piłkarską w Spartaku Riazań. Na początku 1999 został zaproszony do ukraińskiego Krywbasa Krzywy Róg, a 12 czerwca 2000 debiutował w Wyższej Lidze w meczu z Prykarpattia Iwano-Frankiwsk. Podczas przerwy zimowej sezonu 2000/01 powrócił do Rosji, gdzie potem bronił barw amatorskich zespołów MaszZawod-SSZ Zariecznyj i Cemient Oktiabrskij w obwodzie riazańskim. W 2003 został piłkarzem klubu Riazań-Agrokomplekt Riazań. W 2004 przeszedł do Dinama Stawropol. W latach 2005–2006 bronił barw klubu Salut-Eniergija Biełgorod. Na początku 2007 został zaproszony do Szynnika Jarosław, w składzie którego w 2008 debiutował w rosyjskiej Priemjer-Ligi. W sezonie 2010 występował w Bałtice Kaliningrad, po czym powrócił do rodzimej Riazani, gdzie zasilił skład miejscowej Zwiezdy Riazań.

## Sukcesy i odznaczenia

### Sukcesy klubowe
- brązowy medalista Mistrzostw Ukrainy: 2000
- zdobywca Pucharu Rosyjskiej PFL: 2004
- mistrz Rosyjskiej Pierwszej dywizji: 2007
- mistrz Rosyjskiej Drugiej dywizji: 2004, 2005

### Sukcesy indywidualne
- tytuł Mistrza Sportu Ukrainy: 2000
- najlepszy bramkarz Rosyjskiej Drugiej dywizji: 2003, 2004